# ممراض

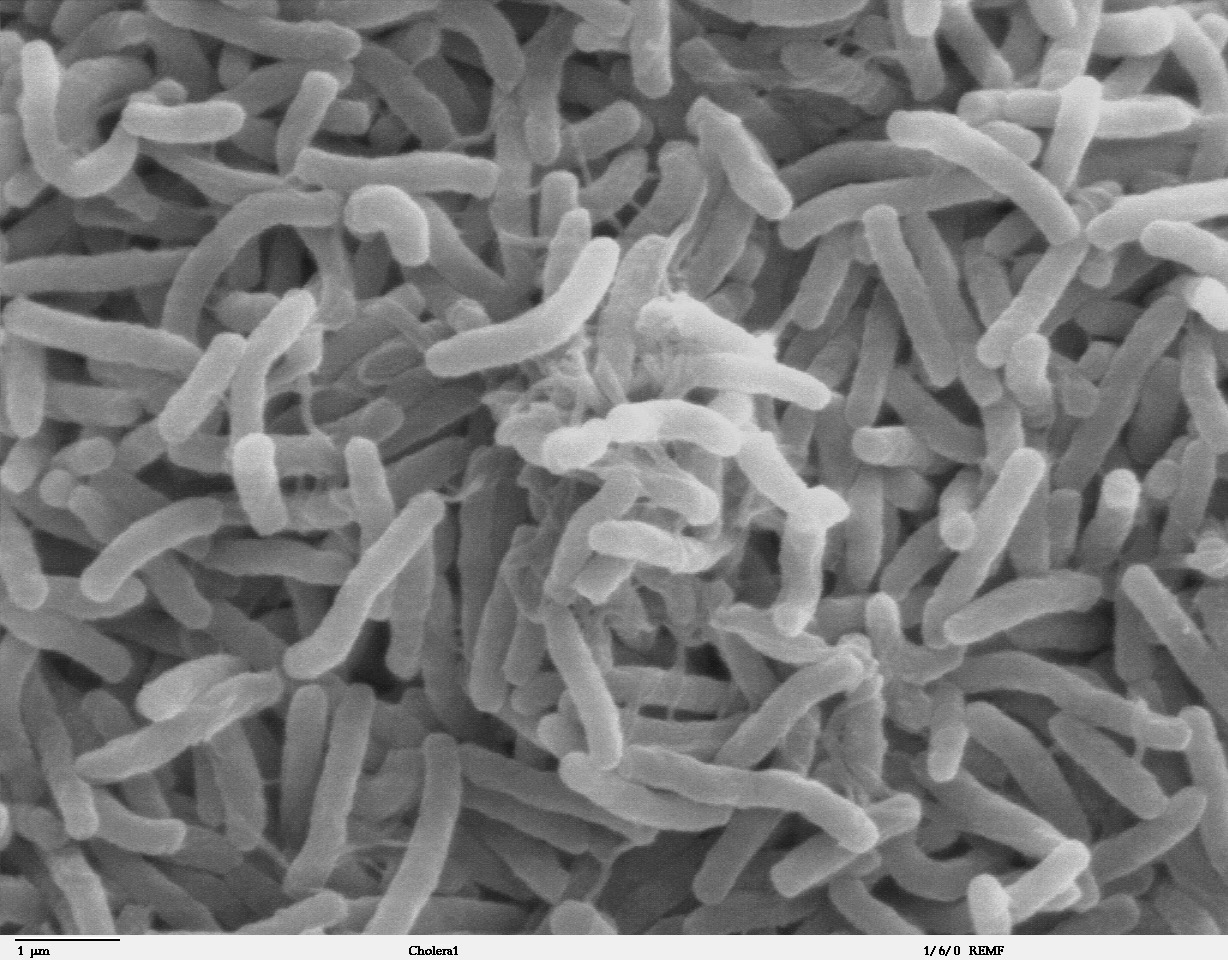

الممراض أو المُمْرِض أو الكائن المُمْرض أو مسبب المرض أو العامل المسبب للمرض أو إمراضية (بالإنجليزية: pathogen) هو عامل حيوي مسبب لمرض من بكتيريا وفيروسات وطفيليات.
بدأ استخدام مصطلح الممرض في ثمانينيات القرن التاسع عشر. يستخدم المصطلح عادةً للإشارة إلى كائن مجهري أو عامل مُعدٍ، كالفيروسات أو الجراثيم أو الأوالي أو البريونات أو أشباه الفيروسات أو الفطور. تُسمّى الحيوانات الصغيرة كبعض الديدان أو يرقات الحشرات التي تُسبب المرض بشكل شائع الطفيليات. تدعى دراسة الأحياء الدقيقة، بما فيها دراسة الكائنات الممرضة، علم الأحياء الدقيقة، ويُشار إلى دراسة الأمراض التي تسببها هذه الأحياء الدقيقة باسم علم الأمراض (باثولوجي). يدرس علم الطفيليات الكائنات الطفيلية والكائنات المضيفة لها.
يمكن أن تغزو الأحياء الدقيقة مضيفها عبر طرق عدة. لطرق العدوى الرئيسية أطر زمنية مختلفة لنقل العدوى، وتأوي التربة العامل الممرض فترةً طويلة. تسمى أمراض البشر التي تسببها عوامل ممرضة بالأمراض الخمجية (الأمراض المُعدية)، وتوجد أسباب أخرى للمرض غير العدوى، إذ تكون مسببات الأمراض في بعض الأحيان وراثية كداء هنتيغتون.

## الإمراضية
تمثل الإمراضية قدرة الممرض على إحداث المرض. تشبه الإمراضية الفوعة في المعنى، ولكن تُميز بعض الهيئات الإمراضية بأنها مصطلح نوعي بينما تُعد الفوعة قياسًا كميًا. وبهذا المعيار، يمكن أن نقول إن كائنًا دقيقًا ممرضٌ أو غير ممرض، ولا يمكن القول إنه أكثر إمراضًا من كائن آخر. تقارن شدة إحداث المرض بين مُمرضين بالفوعة النسبية. تختلف الإمراضية أيضًا عن قابلية انتشار الفيروس، وهي وصف كمي لاحتمال انتقال العدوى.
يوصف الممرض بقدرته على إنتاج الذيفانات والتوغل في الأنسجة وتشكيل المستعمرات واقتناص المغذيات وبقدرته على كبح مناعة المضيف.

### الإمراضية تبعًا للسياق
من الشائع الحديث عن إمراضية نوع ما من الجراثيم ككل حين يُعيّن بوصفه المسؤول عن إحداث مرض ما(كعصية كوخ). ولكن، تفيد الرؤية الحديثة بأن الإمراضية معتمدة على النظام البيئي للكائن الدقيق إجمالًا. يمكن لبعض الجرائيم أن تسبب أخماجًا انتهازية عند المضيف المُضعَف مناعيًا، يمكن أن تُكتسب عوامل فوعة جديدة عبر اكتساب البلاسميدات، يمكن أن تنتقل في المضيف نفسه من مكان إلى آخر فتصبح ممرضة في المكان الجديد، أو تتأثر بتعداد الأنواع الأخرى من الجراثيم المحيطة. فمثلًا، تفسح إصابة الغدد اللمفاوية المساريقية بعدوى اليرسينيا الطريقَ لإصابة هذه الغدد بالعصيات اللبنية، ربما بآلية تسمى «التندب المناعي».

### مفاهيم ذات صلة

#### الفوعة
تتطور الفوعة (ميل الممرض إلى خفض لياقة المضيف) حين ينتقل الممرض من مضيف مريض على الرغم من كون المضيف خائر القوى. يحدث الانتقال الأفقي بين الأفراد من نوع واحد، أما الانتقال الرأسي فيتطور نحو التكافل (بعد فترة من المراضة المرتفعة وإحداث الوفيات بنسبة كبيرة بين أفراد النوع) عبر ربط النجاح التطوري للممرض بالنجاح التطوري للمضيف. تقترح البيولوجيا التطورية أن الكثير من العوامل الممرضة طورت فوعة مثالية، تجري من خلالها الموازنة بين لياقة الممرض التي يجنيها عبر زيادة معدل تضاعفه من جهة، وخفض الانتقال بين الأفراد من جهة أخرى، مازالت الآليات الدقيقة وراء تلك العلاقات محل جدل.

#### الانتقال
يحدث انتقال الممرض عبر طرق مختلفة، منها الهواء، التماس المباشر أو غير المباشر، الاتصال الجنسي، الدم، حليب الأم، أو سوائل الجسم الأخرى، وعبر الطريق البرازي الفموي.

## أنواع العوامل الممرضة

### البريونات
البريونات بروتينات مَعيبة الانطواء يمكن أن تنقل حالتها المَعيبة إلى بروتينات طبيعية من النوع نفسه. لا تحمل البريونات الدنا أو الرنا ولا يمكنها التضاعف وإنما فقط نقل حالتها إلى بروتينات موجودة بالفعل. توجد هذه البروتينات معيبة الانطواء بشكل مميز في بعض الأمراض كداء قعاص الغنم (الراعوش) واعتلال الدماغ الإسفنجي البقري (داء جنون البقر) وداء كروتزفيلد جاكوب.

### الفيروسات
الفيروسات جزيئات صغيرة تبلغ أطوالها نموذجيًا بين 20 و300 نانومتر. تحمل الرنا أو الدنا. تحتاج الفيروسات إلى خلايا مضيفة كي تتمكن من التضاعف. من الأمراض التي تسببها الفيروسات الجدري والإنفلونزا والنكاف والحصبة وجدري الماء والإيبولا ونقص المناعة البشرية المكتسب والحصبة الألمانية.
تنتمي الفيروسات الممرضة إلى عائلات فيروسية: عائلة الفيروسات الغدية وعائلة الفيروسات البيكورناوية وعائلة فيروسات الحلأ وعائلة الفيروسات الكبدية وعائلة الفيروسات المصفرة وعائلة الفيروسات القهقرية وعائلة الفيروسات المخاطية القويمة وعائلة الفيروسات المخاطانية وعائلة الفيروسات البابوفية وعائلة الفيروسات التورامية وعائلة الفيروسات الربدية وعائلة الفيروسات الطخائية. فيروس نقص المناعة البشرية المكتسب أبرز الفيروسات في عائلة الفيروسات القهقرية، أصاب نحو 37.9 مليون إنسان حول العالم في عام 2018.

### الجراثيم
الغالبية العظمى من أنواع الجراثيم والتي تبلغ أطوالها من 0.15 إلى 700 ميكرومتر غير مؤذية أو حتى مفيدة للإنسان. نسبة صغيرة منها تسبب الأمراض المعدية. تسبب الجراثيم الممرضة الأمراض بطرق عدة فتؤذي الخلية بشكل مباشر بفعل الذيفانات الداخلية التي تخرب الخلية، أو بشكل غير مباشر عبر تحريض استجابة مناعية في جسم المضيف تخرب الخلايا.
السل من الأمراض الجرثومية الأعلى في عبء المرض، تسببه العصية المتفطرة السلية المسؤولة عن وفاة نحو 1.5 مليون إنسان في 2013 معظمهم في أفريقيا. تسبب الجراثيم الممرضة أمراضًا خطيرة ومهمة على مستوى العالم كذات الرئة بالمكورات العقدية أو الزوائف والأمراض المنقولة بالأغذية والتي تُحدثها الشيغيلا أو السالمونيلا أو العطيفة. تسبب الجراثيم الممرضة أيضًا الكزار والحمى التيفية والخناق والزهري والجذام.

### الفطريات
الفطريات كائنات حقيقية النوى يمكن أن تسبب الأمراض. يوجد نحو 300 نوع من الفطريات الممرضة للإنسان منها المبيضات البيض، السبب الأكثر شيوعًا للسُلاق (القلاع)، والمستخفية المورمة، التي يمكن أن تسبب شكلًا شديدًا من التهاب السحايا. يبلغ حجم الأبواغ الفطرية النموذجية <4.7 ميكرومتر، وتوجد أبواغ أكبر.

### الطحالب
الطحالب نباتات وحيدة الخلية لا تسبب الأمراض عمومًا على الرغم من وجود أنواع ممرضة. داء القُريباوات مرض يصيب الكلاب والقطط والماشية والبشر يسببه نوع من الطحالب الخضراء يُسمى القُريباء التي تعوز الكلوروفيل.

### طفيليات أخرى
تتطفل بعض الكائنات الحية حقيقية النوى كبعض الأوالي والديدان على البشر.

## مضيفو الممرض

### الجراثيم
يمكن أن تسبب الجراثيم الأمراض، ويمكن أن تُصاب بذاتها بمُمرض. العاثيات الجرثومية (العاثيات) فيروسات، تصيب الجراثيم وتؤدي غالبًا إلى موتها. من العاثيات الشائعة العاثية تي7 والعاثية لمدا. بعض العاثيات قادرة على إصابة جميع  أنواع الجراثيم سلبية وإيجابية الغرام. الجراثيم المسببة للأمراض عند البشر أو الأنواع الأخرى، يمكن أيضًا أن تُصاب بالعاثيات.

### النباتات
يمكن أن تُصاب النباتات بمجموعة واسعة من مسببات الأمراض بما فيها الفيروسات والجراثيم والفطريات والديدان الخيطية وحتى النباتات الأخرى. ومن الفيروسات النباتية المهمة فيروس التبقع الحلقي في البابايا الذي سبب ضررًا زراعيًا قُدر بملايين الدولارات في هاواي وجنوب شرق آسيا، وفيروس تبرقش التبغ الذي دفع العالِم مارتينوس بايرينك لوضع مصطلح «فيروس» في عام 1898. تشكل الممرضات النباتية الجرثومية أيضًا مشكلة كبيرة تسبب ظهور البقع على الأوراق وإتلاف الكثير من الأنواع النباتية. أهم الجراثيم المسببة للأمراض النباتية الجرثومية هي الزائفة سيرنجاي والرالستونية الباذنجانية اللتان تسببان تحول لون الأوراق إلى البني إضافةً إلى مشكلات أخرى في البطاطا والطماطم والموز.
الفطريات أيضًا من الممرضات النباتية المهمة. يمكن أن تسبب مجموعة متنوعة من المشاكل كقصر طول النبات أو ضعف نموه أو ظهور الحفر على جذوع الأشجار أو تعفن الجذور أو البذور أو ظهور البقع على الأوراق. من الفطريات النباتية الشائعة والخطيرة فطريات الأرز والفطريات المسببة لمرض الدردار الهولندي والفطريات المسببة للفحة الكستناء. تشير التقديرات إلى أن الفطريات الممرضة للنبات وحدها تُخفض غلال المحاصيل بنسبة تصل إلى 65٪.
تتعرض النباتات لمجموعة واسعة من الممرضات ويقدر أن نحو 3٪ منها فقط يمكن تدبيرها.

### الحيوانات
تصاب الحيوانات بالكثير من الممرضات التي يمكن أن تشابه أو تماثل الممرضات البشرية من البريونات والفيروسات والجراثيم والفطريات. تتعرض الحيوانات البرية للممرضات، لكن الخطر الأكبر تواجهه المواشي. يمكن عزو 90٪ أو أكثر من وفيات الماشية في البيئات الريفية إلى الممرضات. اعتلال الدماغ الإسفنجي البقري، المعروف باسم داء جنون البقر، من أمراض البريون القليلة التي تصيب الحيوانات. تشمل الأمراض الحيوانية الأخرى مجموعة متنوعة من اضطرابات نقص المناعة تسببها فيروسات مرتبطة بفيروس نقص المناعة البشرية (HIV) منها BIV و FIV.

### البشر
يصاب البشر بأنواع كثيرة من مسببات الأمراض كالبريونات والفيروسات والجراثيم والفطريات. يمكن أن تسبب الفيروسات والجراثيم أعراضًا كالعطاس والسعال والحمى والإقياء وتؤدي أحيانًا إلى الوفاة. تنتج بعض هذه الأعراض عن الفيروس، وينتج البعض الآخر عن استجابة الجهاز المناعي للمصاب.